# 河崎実
河崎 実（かわさき みのる、1958年8月15日 - ）は、日本の映画監督、ライター、ラジオDJ。東京都出身。南郷勇一の名義で自らの作品に出演することもある。

## 来歴・人物
フグ料理屋の息子として生まれ、『ウルトラマン』など特撮ものや、加山雄三の若大将シリーズに親しんで育つ。明治大学農学部に在学中、映画研究会CINEMAZOにおいて1977年から8ミリ映画を自主製作。『フウト』『√ウルトラセブン～放浪の果てに』『イキナリ若大将』などを製作して高い評価を得る。卒業後、CMプロデューサーを経て1984年にフリーとなりテレビ・映画・オリジナルビデオを監督。ソフトオンデマンドの大ヒット「全裸」シリーズの開拓者。主な作品に『地球防衛少女イコちゃん』『電エース』『いかレスラー』『コアラ課長』『日本以外全部沈没』『兜王ビートル』『ヅラ刑事』『かにゴールキーパー』『ギララの逆襲/洞爺湖サミット危機一発』など。その単なるパロディという概念を超越した過激な演出方法とキャスティングの妙に、バカ映画の巨匠として一部の熱狂的なファンを持つ。また『いかレスラー』以降、2010年4月1日にトルネード・フィルムが倒産するまでの間は叶井俊太郎プロデューサーとのコンビ作が多かった。
「コンプティーク」などの雑誌にコラムを連載したり、テレビに関する著作を持つなどライター活動も行なっている。1989年にトーワチキより発売されたファミコンのアドベンチャーゲーム『アイドル八犬伝』で、テーマソング『キミはホエホエ娘』の作詞を手がけた。この曲は、アイドルポップス的なキャッチーなメロディに支離滅裂な歌詞を乗せたもので、いわゆる「電波ソング」としてゲームファンの人気を集め、2007年発売の桃井はるこのアルバム『ファミソン8BIT』ではボーカル曲としてカバーされている。
1990年代初期には、フジテレビ系のテレビドラマ『世にも奇妙な物語』の監督も数作品するようになった。番組初監督作品である「廃校七番目の不思議」は、当時スタッフ間でタブーだった“学校の怪談物”を敢えて用いた異色作でもあり、その後も普段とは一風変わった作品を作り出し話題を呼ぶ。
ウルトラシリーズの猛烈なファンとして知られ、本放映当時から雑誌等の切り抜きを集めたスクラップブックを編纂、現在も所有している。その造詣の深さは、怪獣の写っていないスチール写真の背景を見ただけでどの話数か判別がつくほどと言われる。実相寺昭雄監督との親交は公私に渡っており、自作『いかレスラー』などでは監修や題字を依頼している。ウルトラシリーズ自体との関わりとしては『ウルトラマンティガ』の第13話「人間採集」の脚本の共同執筆、ショートアニメ『怪獣酒場 カンパーイ!』の監督等がある。
ビートたけしを尊敬しており、『ギララの逆襲』に登場する「タケ魔人」のアフレコという形で実現した。当初は、たけしが着ぐるみを着てタケ魔人を演じるというプランも検討された。
2008年、ヴェネツィア映画祭「ミッドナイト部門」に『ギララの逆襲』が正式招待された。
2010年、東京都中野区にBar「ルナベース」を開店。関連映像ソフト・ゲームを発売。同店は2017年1月からはレンタルイベントスペースとして営業している。
2012年1月、『それいけ!電エース』がキッズステーションにて放送。同シリーズは2014年からクラウドファンディングで製作費を集めて製作を継続している。
2015年5月10日、56歳にして19歳年下の一般人女性と結婚した。

## 作品

### 監督作品
- エスパレイザー（自主映画　1983年）
- イキナリ若大将（自主映画　1985年）
- キリヤマ（自主映画　1986年）
- 地球防衛少女イコちゃん（1987年）
- 地球防衛少女イコちゃん2（1988年）
- 電エース（1989年）
  - バンダイビデオマガジン電影帝国に収録。
- 江口寿史のなんとかなるでショ!（1990年）
- 地球防衛少女イコちゃん 大江戸大作戦（1990年）
- サルでも撮れるテレビ番組（1992年）
- 世にも奇妙な物語シリーズ（1992年）
  - 「廃校七番目の不思議」
  - 「覆面」
  - 「驚異の降霊術」
  - 「もれパス係長」
- サイレントメビウス外伝 幕末闇婦始末記（1993年）
- 飛び出せ!全裸学園(1995年)
- 全裸女料理人VS裸のおんなドラゴン（1995年）
- 美乳大作戦メスパイ（1997年）
- 恋身女子校生パティ（2000年）
- 恋身女子戦隊パティーズ（2002年）
- まいっちんぐマチコ先生（2003年）
- いかレスラー（2004年）
- まぼろしパンティVSへんちんポコイダー（2004年）
- 兜王ビートル（2005年）
- 快楽の超人 本家電エース（2005年）
- コアラ課長（2006年）
- かにゴールキーパー（2006年）
- 日本以外全部沈没（2006年）
- ヅラ刑事（2006年）
- 電エース ハンケチ王子の秘密（2007年）
- 絶対やせる 電エース（2007年）
- トンデモホラーシリーズ（2007年）
- ヅラ刑事 頭上最大の決戦（2007年）
- お茶の間トランスフォーメーション（2007年。特別編のみ）
- 髪がかり（2008年）
- ギララの逆襲/洞爺湖サミット危機一発（2008年）
- 猫ラーメン大将（2008年）
- 地球防衛ガールズP9（2011年）
- それいけ!電エース（2012年1月）
- 地球防衛軍3 PORTABLE THE COMMERCIAL（2012年9月）
- 地球防衛未亡人（2014年2月）
- アウターマン（2015年6月先行上映。同年12月に劇場公開）
- 怪獣酒場 カンパーイ！（2015年）
- 侵略!ガルパンダZ（2016年）
- 大怪獣モノ（2016年7月）
- 干支天使チアラット（2017年9月）[5]
- 乳首ドリルの逆襲（2018年7月）
- 永遠のルンナ（2018年）[6]
- 干支天使チアラット外伝 シャノワールの復讐（2018年11月）
- ロバマン（2019年10月）[7]
- 三大怪獣グルメ（2020年6月）
- メグ・ライオン（2020年9月）
- 遊星王子2021（2021年8月）[8]
- タヌキ社長（2022年5月）[9]
- 超伝合体ゴッドヒコザ（2022年8月）[10]
- 突撃！隣のUFO（2023年2月）[11][12]
- 電エースカオス（2023年12月）
- 松島トモ子 サメ遊戯（2024年）[13][14]
- サイボーグ一心太助（2025年1月）[15]
- 還暦高校生（2025年6月）[16]

### 脚本
- ウルトラマンティガ 第13話「人間採集」
  - 村石宏實と共同脚本。
- 怪獣酒場 カンパーイ!
  - 全エピソードに共同脚本として参加。

### 作詞
- きみはホエホエ娘（1989年） 作曲：見里朝生 作詞：河崎実
  - ファミリーコンピュータ用ソフト『アイドル八犬伝』の劇中歌。
- いざ行け!ビートル（2005年）　作詞：河崎実　作曲：YOFFY　歌：サイキックラバー
  - 映画『兜王ビートル』主題歌。
- 悲しみはヅラで飛ばせ（2006年） 歌：モト冬樹
  - 映画『ヅラ刑事』主題歌。

### 書籍
- THEゴジラCOMIC（1990年、宝島社）
- 「巨人の星」の謎（1993年、宝島社） ISBN 4796606785
- タイガーマスクに土下座しろ!（1994年、風塵社） ISBN 4938733129
- ナメてかかれ！（1995年、風塵社）
- バルタンの星のもとに（1997年、風塵社）
- アイドルという人生（1998年、メディアワークス）※共著
- ウルトラマンはなぜシュワッチ!と叫ぶのか?（2001年、角川書店） ISBN 4840216681
- コミックソングレコード大全（高田文夫・監修）（2002年、白夜書房）※協力
- ウルトラTHE BACK-ウルトラマンの背中（2013年、秋田書店）
- 河崎実監督の絶対やせる爆笑痛快人生読本（2013年、山中企画）
- 私はいかにして30年、一度も自腹を切らずに『電エース』を作り続けられたのか？（2015年、山中企画）

### 電子書籍
- 超人大統領オバマン（主演：ノッチ、2011年、ソニー・デジタルエンタテイメント）

### 関連書籍
- 『河崎実大全』（2006年、竹書房） ISBN 978-4812429501
- 『河崎実監督の絶対やせる爆笑痛快人生読本』（2013年、山中企画出版部）ISBN 978-4434179099

## 出演

### テレビ
- タモリ倶楽部（テレビ朝日）
- 岡田斗司夫のプチクリ学園（MONDO21）

### ラジオ
- 唐沢俊一のポケット（TBSラジオ、2007年2月23日）
- 赤江珠緒 たまむすび（TBSラジオ、2014年1月21日）
- SF空飛ぶリヤカー（ラジオフチューズ） - 不定期ゲスト出演

### インターネット配信
- GyaOジョッキー（GyaO）
- 絶対やせる 電エース（ドーガ堂）

### 映画
- ゴジラvsモスラ（1992年） - ナムコ・ワンダーエッグエキストラ[17]